# 真宗木辺派
真宗木辺派（しんしゅうきべは）は、滋賀県野洲市の錦織寺（きんしょくじ）を本山とする浄土真宗の一派。親鸞の門弟性信が率いる下総国横曾根（現在の茨城県常総市豊岡町）の報恩寺を中心とする横曾根門徒の流れを汲む。末寺数、約200寺。

## 本尊
- 阿弥陀如来

## 本山
- 錦織寺（滋賀県野洲市木部826）

### 錦織寺御歴代
平成元年の資料に基づく。
- 宗祖 親鸞
- 第二代 如信 - 親鸞の曾孫。
- 第三代 覚如 - 親鸞の玄孫（やしゃご）、本願寺三世覚如。
- 第四代 存覚 - 親鸞の来孫（きしゃご）、覚如の長男。
- 第五代 法林院殿慈観上人 - 存覚の四男「綱嚴」、慈空の養嗣となり、名を「慈観」と改める。
- 第六代 功徳院殿慈達上人
- 第七代 安楽院殿慈賢上人
- 第八代 平等心院宮慈光上人
- 第九代 楽寿院殿慈範上人
- 第十代 究竟院殿慈澄上人
- 第十一代 正覚院殿慈養上人
- 第十二代 頓乗院殿慈教上人
- 第十三代 速得院殿慈統上人
- 中祖第十四代 不可説院殿良慈上人
- 第十五代 功徳清浄光院殿常慈上人
- 第十六代 無量寿院殿宅慈上人
- 第十七代 成正覚院殿歓慈上人
- 第十八代 不可思議院殿賢慈上人
- 第十九代 如是相院殿淳慈上人
- 第二十代 住最勝院殿孝慈上人 - 浄土真宗本願寺派第二十二世鏡如の弟。
- 第二十一代 明浄鏡院殿宣慈上人 - 「レンズ和尚」の別名を持つ、天体望遠鏡の反射鏡製作の名人。
- 第二十二代 円慈
- 第二十三代 顯慈